# Ademar Rodríguez
Andrés Ademar Rodríguez Enríquez (Ciudad de México, 23 de marzo de 1990) es un futbolista que milita en el Orizaba y se desempeña como defensa.

## Trayectoria
Lo debutó Alfredo Tena con América en el Apertura 2011. Titular contra Santos en el Estadio Corona TSM, jugó el primer tiempo y fue amonestado.
| Club         | País   | Año         | Partidos | Goles |
| ------------ | ------ | ----------- | -------- | ----- |
| Socio Águila | México | 2008 - 2009 | 10       | 0     |
| América      | México | 2011        | 0        | 0     |
| América      | México | 2011 - 2012 | 1        | 0     |
| América      | México | 2012 - 2013 | 3        | 0     |
| Necaxa       | México | 2013 - 2014 |          |       |
| Orizaba      | México | 2014 -      |          |       |